# Brand New Music
Brand New Music (kor. 브랜뉴 뮤직) – południowokoreańskie hip-hopowe wydawnictwo muzyczne i agencja talentów, założona w 2011 roku przez rapera Rhymera.

## Artyści

### Soliści
- Rhymer
- Verbal Jint
- P-Type
- Taewan
- Bizniz
- Candle
- HENNEY (wcześniej znany jako Champagne)
- Yang Da Il
- DJ IT
- DJ Juice
- MC Gree
- KittiB
- Esbee
- YDG
- Chancellor[a]
- Kanto
- Rudals
- Hanhae

### Duety i grupy
- TROY (Lee Jae-woong, Changwoo, Bumkey i Kanto)
- Eluphant (Kebee i Minos)
- Miss $
- Pretty Brown (Kim Hyun-joong i Goo In-hwe)
- SBGB (Yeo-woon, Hee-hyun)
- MXM (Lim Young-min i Kim Dong-hyun)
- AB6IX

### Producenci
- MasterKey
- ASSBRASS
- Dong Ne-hyeong (kor. 동네형)
- Won Young-heon (kor. 원영헌)
- KIGGEN
- Lish Beats
- 9999
- XEPY
- Mun Seung-jae (kor. 문승재)

### Byli artyści
- Enjel
- Swings (2007–2011)
- J'Kyun (2011–2014)
- As One (1999–2017)[2]
- Phantom (2011–2017) (zarządzana wspólnie przez Rainbow Bridge World)
  - Kiggen (2011–2018)
  - Sanchez (2011–2018)
- San E (2013-2018)